# Eberhard Wagner (Schriftsteller)
Eberhard Johannes Ambrosius Wagner (* 18. Juli 1961 in Amstetten, Niederösterreich) ist ein österreichischer Schauspieler und Schriftsteller.

## Leben
Wagner lebt seit 1997 als freischaffender Schriftsteller, Kabarettist und Schauspieler, mit längeren Arbeitsaufenthalten in Berlin, Salzburg, seit 2001 in Wien und seit 2007 zunehmend in Ungarn.
Wagner schreibt vor allem Romane, seit 2002 aber auch Theaterstücke, Kabaretts und Essays. Darüber hinaus agiert er als Schauspieler bei Theater und Film sowie als Sänger und Sprecher.
Seit 2007 arbeitet weitgehend an literarischen Werken, u. a. mit Veröffentlichungen in Driesch - Zeitschrift für Literatur & Kultur. Seinen Blog "ambrosius.konnotationen" hat er zur "Enzyklopädie der Welt- und Lebensdinge" ausgebaut, deren erste Teilveröffentlichung in Buchform als Band XIII,2 im Jahre 2021 erfolgte.
Seit 2021 veröffentlicht Wagner unter dem Wahlnamen W. Ambrosius.

## Werke (Auswahl)

### Theaterstücke
- 2002: Zwei Seelen – Eine Welt, Co-Autor Martin Oberhauser, (Kabarett-Tragödie)
- 2009: Ich bin (doch nicht) Elvis (Kabarett-Tragödie)[1]

### Bücher
- Helena oder: Das Gute ist, was bleibt. (Roman) Passagen-Verlag, Wien 2000, ISBN 3-85165-360-2.
- W. Ambrosius - Enzyklopädie der Welt- und Lebensdinge - Band XIII,2. Fromm-Verlag, Kishinew 2021, ISBN 978-613-8-37499-2.

### Sonstiges
- Fünf Lieder an das Ende des Winters. Waidhofen/Ybbs 2000, Liedzyklus
- Der Sohn der Elfen, 2009, Hörbuch, (Autorin J. Ulreich)
- Warum ich dann doch kein Pfarrer geworden bin, Erzählung, Sopron 2011, Driesch - Zeitschrift für Literatur & Kultur

## Filmografie (Auswahl)
- 2003: Der Bockerer IV – Prager Frühling
- 2006: Dad’s Dead
- 2006: SOKO Donau (1 Episode)
- 2006: Kupetzky
- 2007: Diktatoren küssen besser
- 2009: Pepperminta
- 2012: Grimm’s Snow White
- 2013: CopStories